# Rajd Krakowski 1991
Rajd Krakowski 1991 – 16. edycja Rajdu Krakowskiego. Był to rajd samochodowy rozgrywany od 19 do 20 kwietnia 1991 roku. Była to druga runda Rajdowych Samochodowych Mistrzostw Polski w roku 1991. Rajd składał się z dziewiętnastu odcinków specjalnych.

## Wyniki końcowe rajdu[2]
| Miejsce | Kierowca            | Pilot                | Samochód                   | Czas    | Strata | Grupa Klasa |
| ------- | ------------------- | -------------------- | -------------------------- | ------- | ------ | ----------- |
| 1       | Marian Bublewicz    | Ryszard Żyszkowski   | Ford Sierra RS Cosworth    | 2:09:37 | -      | A-13        |
| 2       | Andrzej Koper       | Maciej Wisławski     | Volkswagen Golf II GTi 16V | 2:12:56 | +3:06  | A-13        |
| 3       | Paweł Przybylski    | Krzysztof Gęborys    | Audi Coupe Quattro         | 2:13:39 | +4:02  | A-13        |
| 4       | Marek Gieruszczak   | Maciej Maciejewski   | Toyota Corolla GT-4        | 2:19:00 | +9:23  | A-13        |
| 5       | Saulius Girdauskas  | Zilvinas Sakalauskas | Łada Samara                | 2:19:03 | +9:26  | A-12        |
| 6       | Jan Kościuszko      | Maciej Hołuj         | Lancia Delta Integrale 16V | 2:19:56 | +10:19 | N-04        |
| 7       | Robert Herba        | Jakub Mroczkowski    | Opel Kadett GSI 16V        | 2:20:46 | +11:09 | N-03        |
| 8       | Krzysztof Hołowczyc | Sławomir Chmielewski | Mazda 323 4WD              | 2:21:10 | +11:33 | N-04        |
| 9       | Mirosław Krachulec  | Marek Kusiak         | Mazda 323 GTX              | 2:21:34 | +11:57 | N-04        |
| 10      | Jerzy Pajdak        | Witold Sadowski      | Ford Sierra RS Cosworth    | 2:23:46 | +14:09 | N-04        |